# Stars (Roxette)
Stars is een nummer van de Zweedse popband Roxette uit 1999, en de derde single van hun album Have a nice day.

## Nummer info
Have a nice day was het zevende studioalbum van Roxette, en volgde Crash! Boom! Bang! uit 1994 op. Have A Nice day! was het eerste album in 5 jaar met volledig nieuw materiaal. Het had een nieuw geluid, en veel eurodance invloeden, vooral bij deze single dat een heel ander geluid had dan wat men normaal van Roxette gewend was.Stars is een uptempo dansnummer, waarbij het refrein werd gezongen door een kinderkoor, en de clip werd geregisseerd door de Nederlander Anton Corbijn.
Tot dan toe deed Roxette het aardig in Nederland, maar de singles Wish I could fly en Anyone deden het toch wel beduidend minder. Ook Stars verbrak geen verkoop cijfers, en werd in Nederland geen hit. De single kwam niet verder dan de 20e positie van de tipparade en 74e positie van de single Top 100. In de Ultratop 50 Singles (Vlaanderen) bereikte het nummer de 30e positie.

## Track listing
12"
1. A1 "Stars" (Almighty Definitive Mix)
2. A2 "Stars" (Almighty Radio Edit)
3. B1 "Stars" (Almighty Dub)
4. B2 "Stars" (X-Treme Extended Mix)

Cassette Single
1. A1 "Stars  (Almighty Radio Edit)
2. A2 "Anyone"
3. A3 "Stars" (Album Version)
4. B1 "Stars" (Almighty Radio Edit)
5. B2 "Anyone"
6. B3 "Stars" (Album Version)

Cd-single (cardsleeve)
1. "Stars" (Almighty Single Version)
2. "Better Off On Her Own"
3. "Stars" (Album Version)

Cd-maxi single
1. "Stars" (Almighty Single Remix)
2. "Better Off On Her Own"
3. "I Was So Lucky" (Tits & Ass demo, June 3, 1998)
4. "7Twenty7" (Tits & Ass demo, Nov. 20 1997)
5. "Stars" (Album Version)
6. "Anyone" (Enhanced Video)

- Tekst en Muziek - Per Gessle
- Producers - Per Gessle, Marie Fredriksson, Clarance Öfferman en Michael Ilbert

Muzikanten:
Beter 0ff on her own
- Per Gessle - orgel, piano, akoestische gitaar en tamboerijn
- M.P. Persson - basgitaar

Muzikanten: Stars
- Clarance Öfferman en Michael Ilbert - programming en synthesizers
- Clarance Öfferman - piano
- Micke Andersson - akoestische gitaar
- Per Gessle, Marie Fredriksson en Christoffer Lundquist - achtergrondzang
- Paulina Nilsson, Cecilia Grothén, Martin Gille, Karla Collantes, Darina Röhn-Brolin en Jackie Öfferman - kinderkoor

## Hitparades
Single Top 100
| Positie: | 97 | 77 | 74 | 82 | uit |

Ultratop 50 Singles (Vlaanderen)
| Positie: | 47 | 46 | 50 | 45 | uit |